# Sandra Völker
Sandra Völker (* 1. April 1974 in Lübeck) ist eine ehemalige deutsche Schwimmerin. Ihre Spezialdisziplinen waren die kurzen Freistil- und Rückenstrecken.

## Leben
Sandra Völker wuchs in Bad Schwartau auf. Als sie als Kind während eines Urlaubs an der Ostseeküste ins Wasser fiel, meldeten ihre Eltern sie zum Schwimmunterricht an. Als Jugendliche betrieb sie Schwimmsport beim VfL Bad Schwartau, dann bei der SG Wasserratten Norderstedt. Im April 1991 kam sie nach Hamburg. Eine Ausbildung zur Speditionskauffrau brachte sie nicht zu Ende. 1992 wurde der ehemalige Nationaltrainer Dirk Lange ihr Lebensgefährte und Trainer. Bei den Olympischen Sommerspielen 1996 in Atlanta gewann sie im 100 m Freistil eine Silbermedaille sowie zwei Bronzemedaillen und erhielt für diesen Medaillengewinn vom Bundespräsidenten das Silberne Lorbeerblatt verliehen. Im September 1996 lehnte Völker ein Angebot des DSW Darmstadt ab und blieb in Hamburg.
Nach zehnjähriger Zusammenarbeit mit Dirk Lange in Hamburg wechselte sie zum Leipziger Trainer Jirka Letzin. Ein halbes Jahr später beendete sie überraschenderweise auch diese Zusammenarbeit und bildete seit Februar 2004 eine Trainingsgruppe mit Stev Theloke und Katrin Meißner, die von Beate Ludewig geleitet wurde. Am 25. Oktober 2006 bekam sie eine Tochter und beendete zum 20. März 2008 ihre Laufbahn als aktive Schwimmerin. 2013 beantragte sie Privatinsolvenz. Die frühere Weltklasseschwimmerin Sandra Völker musste 2014 ihre Olympiamedaillen und sogar ihre geliebten Badeanzüge über eine Internet-Auktion verkaufen, um sich aus diesen finanziellen Schwierigkeiten zu befreien. Später arbeitete sie als Büroangestellte bei einem Onlinehandel für vegane Produkte und Urwaldkräuter. Nach Abschluss ihrer Privatinsolvenz im Jahr 2018 ist Völker als freiberufliche Schwimmtrainerin, Vortragende für Motivationstraining und Mitarbeiterin im Einzelhandel in einer Boutique in Timmendorfer Strand tätig.
Da bei Völker Asthma diagnostiziert wurde, gründete sie die Sandra Völker-Stiftung, die sich um eine ganzheitliche Behandlung asthma- und allergiekranker Kinder bemüht. Im Jahr 2015 veröffentlichte sie ihre Autobiografie.
Völker hat drei Kinder.

## Erfolge
Insgesamt:
- 45 Titel bei Deutschen Meisterschaften (Kurz- und Langbahn)
- über 60 Medaillen bei Europameisterschaften (Kurz- und Langbahn), Weltmeisterschaften (Kurz- und Langbahn) und Olympischen Spielen
- zweifache Weltcup-Gesamtsiegerin
- mehrfache Welt- und Europarekorde
- Schwimmerin des Jahres 1997, 1998 und 1999

Besondere Erfolge (Auswahl):

### Olympia
- 1996 in Atlanta

Silbermedaille über 100 m Freistil,
Bronzemedaille über 50 m Freistil,
Bronzemedaille mit der 4-mal-100-Meter-Freistilstaffel

### Weltmeisterschaften
- 1997 (Kurzbahn)

Weltmeisterin über 50 m Freistil,
Vizeweltmeisterin über 100 m Freistil
- 1998 (Langbahn)

Vizeweltmeisterin über 50 m Freistil,
Bronzemedaille über 100 m Rücken
- 1999 (Kurzbahn)

Weltmeisterin über 50 m Rücken,
Vizeweltmeisterin über 100 m Freistil
- 2000 (Kurzbahn)

Vizeweltmeisterin über 50 m Freistil
- 2001 (Langbahn)

Weltmeisterin mit der 4 × 100-m-Freistilstaffel,
Bronzemedaille über 50 m Freistil,
Bronzemedaille über 100 m Freistil

### Inhaberin folgender Rekorde
Sandra Völker war ehemals Weltrekordlerin über 50 Meter Rücken sowie deutsche Rekordlerin über 50 Meter Freistil, ihre Rekorde wurden aber von Janine Pietsch bzw. Britta Steffen gebrochen.

## Veröffentlichungen
- An Land kannst Du nicht schwimmen. Wie ich Olympia gewann, fast alles verlor und wieder ins Leben fand. 1. Auflage. Orell Füssli, Zürich 2015, ISBN 978-3-280-05579-3 (248 Seiten).